# Il castello in Svezia
Il castello in Svezia (Château en Suède) è un film del 1963 diretto da Roger Vadim.

## Trama
In uno sperduto castello svedese vivono gli ultimi discendenti di un'antica e nobile stirpe: i fratelli Agata e Ugo, la sua prima moglie, Ofelia, la sua seconda moglie, Eleonora, il fratello di questa, Sebastiano, e l'anziana madre con problemi di demenza senile.
In principio Ugo sposò Ofelia, ma invaghitosi di Eleonora, per poterla sposare, segregò la moglie in una stanza segreta simulando la sua morte con la complicità della nuova moglie. Col tempo tutti i componenti del castello trovano la situazione normale e divertente.
Al castello arriva Eric, un lontano cugino di Sebastiano ed Eleonora. Il giovane cade subito nella trappola ordita dai consanguinei, ovvero cedendo alle tentazioni carnali di quest'ultima. In seguito Eric scopre anche l'esistenza di Ofelia, che si fa credere il fantasma della prima moglie di Ugo, assassinata proprio da questi. Inoltre Sebastiano intrattiene segreti rapporti amorosi con Ofelia, finendo per metterla incinta.
Venuto a conoscenza dei fatti, Ugo tenta di assassinare Sebastiano ed Eric; quest'ultimo fugge dal castello, trovando la morte nel deserto di neve circostante.

## Produzione
Il film è la trasposizione cinematografica dell'omonima commedia teatrale di Françoise Sagan, scritta tra il 1956 e il 1959 e portata in scena nel teatro dell'Atelier a Parigi nel 1960, che vedeva protagonisti Roger Pellettier e Françoise Brion. Nel 1962 l'opera arrivò anche nei teatri italiani con protagonisti Ilaria Occhini (Eleonora), Sergio Fantoni (Ugo), Luigi Vannucchi (Sebastiano), Luca Ronconi (Federico, Frédéric nella commedia, Eric nel film), Maria Grazia Francia e Nora Ricci.
Per il ruolo di Eleonora, Vadim scelse in principio Virna Lisi, la quale firmò il contratto di partecipazione. In seguito, però, Vadim apportò sostanziali modifiche alla sceneggiatura al fine di far apparire il personaggio di Eleonora molto più svestita rispetto alla stesura originaria. Alle proteste di Virna Lisi, la quale chiedeva la rimozione di qualsiasi spogliarello, Vadim si dimostrò contrario e irremovibile. La rottura del contratto fu inevitabile.

## Distribuzione
In Italia la visione del film venne proibita ai minori di 18 anni a causa del rapporto incestuoso tra Eric ed Eleonora. Il divieto venne eliminato nel 1993 a seguito dell'acquisizione dei diritti di distribuzione televisiva da parte di  Reteitalia.